# Alán Jugáyev (luchador, 1989)
Alán Anatólievich Jugáyev –en ruso, Алан Анатольевич Хугаев– (Vladikavkaz, 27 de abril de 1989) es un deportista ruso de origen osetio que compite en lucha grecorromana.
Participó en los Juegos Olímpicos de Londres 2012, obteniendo la medalla de oro en la categoría de 84 kg. Ha ganado una medalla de plata en el Campeonato Europeo de Lucha de 2011.

## Palmarés internacional
| Juegos Olímpicos   | Juegos Olímpicos      | Juegos Olímpicos | Juegos Olímpicos |
| Año                | Lugar                 | Medalla          | Categoría        |
| ------------------ | --------------------- | ---------------- | ---------------- |
| 2012               | Londres (Reino Unido) | Medalla de oro   | 84 kg            |
| Campeonato Europeo |                       |                  |                  |
| Año                | Lugar                 | Medalla          | Categoría        |
| 2011               | Dortmund (Alemania)   | Medalla de plata | 84 kg            |